# Thomas Nicholls
Thomas G. "Tommy" Nicholls, född 12 oktober 1931 i
South Elmsall, död 31 juli  2021 i Telford, var en brittisk före detta boxare.
Nicholls blev olympisk silvermedaljör i fjädervikt i boxning vid sommarspelen 1956 i Melbourne.